# William Winant
William Winant (né en 1953) est un percussionniste américain d'avant-garde. En complément de ses travaux dans le domaine de la musique contemporaine (il a notamment joué sous la direction de Pierre Boulez en 1989 et réalisé l'enregistrement d'œuvres de Wendy Reid, Morton Feldman et John Cage), il a également collaboré avec bon nombre de musiciens expérimentaux, parmi lesquels on peut citer Thurston Moore, The Kronos Quartet, Cecil Taylor, Chris Brown, le groupe Rova, Larry Ochs, Secret Chiefs 3, Oingo Boingo, Mike Patton et John Zorn. 
Depuis les années 1990 il enseigne à la faculté de Mills College, à Oakland.

## Filmographie
- 1995 - Musical Outsiders: An American Legacy - Harry Partch, Lou Harrison, and Terry Riley. Dirigé par Michael Blackwood.